# A Dog's Way Home
A Dog's Way Home is een Amerikaanse avonturen-dramafilm uit 2019, geregisseerd door Charles Martin Smith, naar een scenario van W. Bruce Cameron en Cathryn Michon, gebaseerd op de gelijknamige roman uit 2017 van Cameron.

## Verhaal
De film volgt een hond genaamd Bella (ingesproken door Bryce Dallas Howard) die meer dan 640 kilometer aflegt om haar baasje te vinden.

## Rolverdeling
| Acteur              | Personage          |
| ------------------- | ------------------ |
| Bryce Dallas Howard | Bella (stem)       |
| Jonah Hauer-King    | Lucas Ray          |
| Ashley Judd         | Terri Ray          |
| Edward James Olmos  | Axel               |
| Alexandra Shipp     | Olivia             |
| Wes Studi           | kapitein Mica      |
| Brian Markinson     | Günter Beckenbauer |
| Barry Watson        | Gavin              |

## Productie
Op 7 november 2017 werden Ashley Judd en Edward James Olmos gecast voor de film. Op 24 januari 2018 werd Barry Watson toegevoegd om Gavin te spelen. De opnames begonnen op 16 oktober 2017 in Vancouver en duurde tot en met 15 december 2017.

## Ontvangst
Op Rotten Tomatoes heeft A Dog's Way Home een waarde van 59% en een gemiddelde score van 5,40/10, gebaseerd op 80 recensies. Op Metacritic heeft de film een gemiddelde score van 50/100, gebaseerd op 14 recensies.

## Prijzen en nominaties
| Jaar | Prijs                | Categorie                                            | Genomineerde(n)                                      | Uitslag  |
| ---- | -------------------- | ---------------------------------------------------- | ---------------------------------------------------- | -------- |
| 2019 | Golden Trailer Award | Best Animation/Family Poster                         | Best Animation/Family Poster                         | Gewonnen |
| 2020 | ReFrame Stamp        | Top 100 Grossing Narrative & Animated Feature (2019) | Top 100 Grossing Narrative & Animated Feature (2019) | Gewonnen |